# Aldila Sutjiadi
Aldila Sutjiadi (født 2. maj 1995 i Jakarta, Indonesien) er en professionel tennisspiller fra Indonesien.